# آکانتوستگا
آکانتوستگا یا خارتاق (نام علمی: Acanthostega) (به معنی تاق یا سقف خاردار)، از چهاراندامان گیاه‌خوار مربوط به دوره دونین پسین بود.
خارتاق از چهاراندامان معروف دونین است. این جانور چهار اندام داشت که به هشت انگشت دست یا پا ختم می‌شدند؛ امّا ویژگی‌هایی ابتدایی هم داشت، از جمله میله‌باله‌هایی در امتداد بالا و پایین دُمش. اسکلت آب‌ششی خارتاق تکامل‌یافته بود و بنابراین، احتمالاً علاوه‌بر تنفّس به کمک کیسهٔ هوا از آب‌شش هم برای تنفّس استفاده می‌کرد. گوش خارتاق شبیه گوش دیگر چهاراندامان بود و استخوان‌های رکابی داشت. در ماهی‌ها، استخوان‌هایی مشابه، به کار آب‌شش‌ها کمک می‌کردند.
به‌نظر نمی‌رسد که اندام‌های خارتاق توان حمل وزنش را داشته‌اند و بنابراین، احتمالاً در نقش پارو به‌کار می‌رفته‌اند. تصوّر می‌شود خارتاق شکارچی کمین‌گیری بوده که در رودهای کم‌عمق می‌زیسته است.
این جانور که ۳۶۰ میلیون سال پیش می‌زیسته، بیش از ۶۰ سانتی‌متر طول داشته است. سنگوارهٔ خارتاق در شرق گرینلند کشف شده و در سال ۱۹۵۲ میلادی به وسیله اریک جارویک نام‌گذاری شد. گونهٔ خاص این جنس آکانتوستگا گونری نام دارد.